# Paralampona renmark
Paralampona renmark är en spindelart som beskrevs av Norman I. Platnick 2000. Paralampona renmark ingår i släktet Paralampona och familjen Lamponidae. Inga underarter finns listade i Catalogue of Life.